# Vipera olguni
Vipera olguni là một loài rắn trong họ Rắn lục. Loài này được Tuniyev Avci & Agasian mô tả khoa học đầu tiên năm 2012.